# Bulbophyllum gerlandianum
Bulbophyllum gerlandianum là một loài phong lan thuộc chi Bulbophyllum.